# Jia Xu
Jia Xu (chinesisch 賈詡 / 贾诩, Pinyin Jiǎ Xǔ) (* 147; † 224) war ein Ratgeber der Wei-Dynastie zur Zeit der Drei Reiche im alten China.
Nach dem Tode Dong Zhuos, dem er gedient hatte, wurde er Li Jues Ratgeber. Als er dessen aussichtslose Situation erkannte, verließ er ihn und ging zu Zhang Xiu, der dank seinem Rat einige Angriffe des Warlords Cao Cao abwehren konnte. Schließlich empfahl ihm Jia Xu, sich Cao Cao zu unterwerfen. Danach wurde Jia Xu ein Ratgeber für Cao Cao und später für dessen Sohn Cao Pi.